# Raniban (Okhaldhunga)
Pour les articles homonymes, voir Raniban.
Raniban (en népalais : रानीवन) est un comité de développement villageois du Népal situé dans le district d'Okhaldhunga. Au recensement de 2011, il comptait 1 854 habitants.